# Dinner for One
Pour plus de détails, voir Fiche technique et Distribution.
Dinner for One (Der 90. Geburtstag oder Dinner for One) est un court métrage télévisé allemand en noir et blanc réalisé et produit par Heinz Dunkhase (de) sur un scénario de Peter Frankenfeld (en) adaptant un sketch du britannique Lauri Wylie (en). Produit par la chaîne télévisée allemande Norddeutscher Rundfunk en 1961, il est diffusé en direct dans l'émission Guten Abend Peter Frankenfeld, le 8 juin 1963. Depuis le 31 décembre 1972, il est diffusé chaque réveillon de la Saint-Sylvestre en Allemagne et est devenu une sorte de rite télévisuel allemand comme l'explique l'émission Karambolage d'Arte.

## Synopsis
Au début, un narrateur introduit l'histoire : Une vieille dame anglaise, miss Sophie, veut fêter son quatre-vingt-dixième anniversaire avec ses amis de toujours, Sir Toby, l'amiral von Schneider, Mr Pommeroy et Mr Winterbottom. Mais ceux-ci sont tous décédés depuis longtemps - le dernier il y a 25 ans - et miss Sophie se retrouve donc seule à table, tandis que son majordome James remplace les invités à tour de rôle. 
James doit non seulement servir le menu, mais aussi servir les boissons choisies par miss Sophie à chacun des quatre convives imaginaires, endosser leur rôle et porter un toast à l'hôtesse, en imitant chacun des invités et en buvant leur verre.
Au total, il fait 23 fois le tour de la table, devient de plus en plus ivre et son attitude va s'en ressentir au fil de la soirée, jusqu'à l'ivresse complète. 
Il y a plusieurs procédés comiques de répétition dans la pièce :
- James trébuche onze fois sur le tapis d'une peau de tigre ; pour pimenter le tout, il passe une fois devant à son grand étonnement, puis trébuche en revenant, une autre fois il passe gracieusement par-dessus et pour finir, il saute par-dessus quoique très éméché.
- Sir Toby veut qu'on lui verse un peu plus de chaque boisson, ce à quoi James acquiesce d'abord poliment, puis de plus en plus sarcastiquement.
- Miss Sophie s'attend à ce que James, en tant qu'amiral von Schneider, proclame « Skål ! » (en français: « Santé ! ») en frappant les talons l'un contre l'autre. Comme il se fait toujours mal à la cheville, il demande au préalable s'il est vraiment obligé de le faire et se laisse convaincre par sa maîtresse. Ce gag est interrompu par une chute supplémentaire lorsque les pieds de James, déjà ivre, se manquent, ce qui le fait trébucher.
- Avant chaque plat et en balbutiant de plus en plus, James demande : « The same procedure as last year, Miss Sophie? » ; celle-ci répond toujours : « The same procedure as every year, James! »[2]. Ce dialogue apparaît cinq fois.

Finalement, miss Sophie met fin à la soirée en levant les yeux au ciel et en lançant un invitant « I think I'll retire » (en français : « Je pense que je vais me retirer »), ce que James, déjà bien éméché à ce moment-là, accepte après l'obligatoire et à peine compréhensible « The same procedure as last year, Miss Sophie? » « The same procedure as every year, James! »  avec un clin d'œil et un nonchalant « Well, I'll do my very best » (en français : « Bien, je ferai de mon mieux »), pour la suivre dans les locaux supérieurs.

## Distribution
- Heinz Piper : le narrateur
- Freddie Frinton (en) : James, le majordome
- May Warden (en) : Miss Sophie

## Fiche technique
- Titre : Dinner for one
- Titre original : Der 90. Geburtstag ou Der 90. Geburtstag oder Dinner for One
- Réalisation : Heinz Dunkhase (de)
- Scénario : Peter Frankenfeld (en), adapté par Freddie Frinton (en) d'après le source de Lauri Wylie (en)
- Décors : Herbert Lerche
- Production : Heinz Dunkhase
- Sociétés de production : Norddeutscher Rundfunk et ARD
- Société de distribution : ARD
- Pays : Allemagne de l'Ouest
- Langue : anglaise, allemande
- Format : Noir et blanc
- Genre : Comédie
- Durée : 18 minutes
- Diffusions :
  -  Allemagne de l'Ouest : 8 juin 1963
  -  : 31 décembre 1988

## Production

### Tournage
Le huis-clos a entièrement été tourné au studio B de Norddeutscher Rundfunk à Hambourg en Allemagne.

## Clin d'œil
Ce court métrage peut être vu comme l'équivalent pour un germanophone du film Le père Noël est une ordure de Jean-Marie Poiré.

## Diffusion
En 1963, un producteur de télévision allemand cherche, presque sans espoir, un sketch à diffuser sur sa chaîne pour combler les trous de son programme et améliorer son score à l'audimat. À cet effet, il parcourt l'Europe. C'est alors qu'il rencontre, dans un théâtre de variétés de Blackpool, en Angleterre, les deux comédiens en train de jouer Dinner for One. Il achète aussitôt les droits de cette pièce.
Deux versions sont initialement tournées dont l'une, enregistrée par une chaîne germano-suisse qui diffuse dans le Sud de l'Allemagne, ne dure que onze minutes et l'autre, plus connue, enregistrée par une chaîne qui diffuse dans les deux-tiers nord du pays, dure près de dix-huit minutes.

### Popularit
Cette saynète reste inconnue dans la plupart des pays anglophones, alors qu'elle est très connue dans les pays nordiques (à tel point que, après six ans d'interdiction en Suède du fait de la mise en scène d'abus d'alcool, la pression populaire a conduit à sa diffusion régulière) et surtout dans les pays germanophones (Allemagne, Autriche et Suisse alémanique). La phrase « The same procedure as every year, James! » y est devenue culte. Chaque année, au réveillon du jour de l'an, il est diffusé en version originale à la télévision par quasiment toutes les chaînes du pays et, par certaines plusieurs fois même, ainsi qu'en plusieurs dialectes régionaux.

## Satire Merkel-Sarkozy de 2012
Début janvier 2012, transporté dans le contexte des troubles économiques européens et plus particulièrement des relations franco-allemandes, Dinner for One est transformé en satire avec Merkel en vieille dame et Sarkozy en majordome. « Réalisée par le comique de l'émission matinale Morgenmagazin de la chaîne publique ARD, Udo Eling, [elle] remporte un franc succès sur YouTube » dit le Figaro.